# Mio, můj Mio
Mio, můj Mio (ve švédském originále Mio min Mio) je švédsko-sovětsko-norský rodinný film z roku 1987. Režisérem filmu je Vladimir Grammatikov. Hlavní role ve filmu ztvárnili Nicholas Pickard, Christian Bale, Christopher Lee, Timothy Bottoms a Susannah York.

## Obsazení
| Nicholas Pickard    | Mio//Bosse    |
| Christian Bale      | Jum-Jum/Benke |
| Christopher Lee     | Kato          |
| Timothy Bottoms     | Král          |
| Susannah York       | tkadlena      |
| Sverre Anker Ousdal | zbrojíř       |
| Igor Yasolovich     | Eno           |
| Linn Stokke         | paní Lundin   |